# Escape from Tarkov
| Системные требования | Системные требования                                             | Системные требования                                   |
| -------------------- | ---------------------------------------------------------------- | ------------------------------------------------------ |
|                      | Минимальные                                                      | Рекомендуемые                                          |
| PC                   |                                                                  |                                                        |
| ОС                   | Windows 7, 8, 10 (64 бита)                                       | Windows 7, 8, 10 (64 бита)                             |
| ЦПУ                  | Intel Core 2 Duo, Core i3 2,4 ГГЦ; AMD Athlon, Phenom II 2,6 ГГц | Intel Core i5, Core i7 3,2 ГГЦ; AMD Athlon, FX 3,6 ГГц |
| Объём ОЗУ            | 8 ГБ                                                             | 16 ГБ                                                  |
| Место на диске       | не менее 19 ГБ                                                   | не менее 19 ГБ                                         |
| Видеокарта           | совместимая с DirectX 11, 1 ГБ памяти                            | совместимая с DirectX 11, 2 ГБ памяти                  |
| Звуковая плата       | DirectX-совместимая                                              | DirectX-совместимая                                    |
| Сеть                 | Постоянное интернет-соединение                                   | Постоянное интернет-соединение                         |

Escape from Tarkov (с англ. — «Побег из Та́ркова») — многопользовательская онлайн-игра в жанре тактического шутера от первого лица с элементами RPG и MMO, разрабатываемая и издаваемая российской компанией Battlestate Games. Игра, анонсированная в 2015 году, с 2017 года находится в состоянии «закрытого бета-тестирования».
Действие игры происходит в вымышленном российском городе Та́рков, охваченном анархией; игроки в роли бойцов враждующих частных военных компаний должны делать вылазки в различные области города, пытаясь собрать там ценные предметы и покинуть опасный район или перейти на другую локацию. При этом каждый игрок противостоит как соперникам-игрокам, так и противникам, управляемым компьютером. Если персонаж погибнет или пропадёт без вести, всё его снаряжение и собранные предметы будут потеряны, кроме тех которые он застраховал у торговцев.

## Игровой процесс
Escape from Tarkov представляет собой онлайновый шутер от первого лица. Она совмещает в себе элементы некоторых других жанров — RPG и MMO — и использует «полуоткрытый мир», локации ограниченных, но больших размеров. Игроки берут на себя роль вооружённых наёмников одной из двух частных военных компаний — USEC или BEAR. Выбор группировки мало влияет на геймплей — немного меняются задания и экипировка в начале игры; от группировки также зависит кастомизация одежды персонажа и набор фраз: у USEC реплики на английском, а у BEAR — на русском.
В ходе игры управляемый игроком персонаж отправляется из безопасного убежища в вылазки — «рейды» — по окрестностям Таркова; он должен добывать ценные вещи и припасы и может также выполнять задания торговцев — например, найти определённый предмет или убить определённое количество врагов. Каждый рейд представляет собой большую карту со множеством точек интереса; на ней игрок может пробыть не более половины игровых суток или 25-50 минут реального времени, в зависимости от локации. В ходе рейда игрок должен следить за здоровьем персонажа, находить еду и питьё, лечить и перевязывать раны. Если персонаж погибнет по любой причине — будет застрелен, истечёт кровью, отравлен, истощён или просто не покинет карту до истечения разрешённого времени — все его снаряжение будет потеряно, если оно не было застраховано у Торговца.
На каждой карте можно найти множество ценных ресурсов: от еды и медикаментов до оружия, патронов и материалов для крафта; игроки могут как пытаться вынести подобранный «лут», так и нападать друг на друга. Если игрока больше интересуют перестрелки, а не сбор ценных предметов, он может попытаться просто застрелить лучше вооруженного соперника и забрать себе его снаряжение и трофеи. Помимо других игроков, в каждом рейде игрок сталкивается и с врагами-«ботами», обычно управляемыми компьютером — это бандиты-«Дикие» (англ. Scavs), рейдеры, сектанты и уникальные боссы. Игра также предлагает игроку выйти в рейд не в роли своего обычного персонажа из ЧВК, а в роли одного из Диких; при этом другие Дикие перестают быть враждебными к игроку. Таким образом, любой Дикий на карте могут оказаться как обычным «ботом» под управлением ИИ, так и более опасным игроком-человеком.
Игру отличает проработанная система физики и баллистики при стрельбе из огнестрельного оружия — она моделирует, например, рикошеты и бронепробивное действие пуль. Учитывается урон в разные части тела — так, попадание в ноги замедляет персонажа, в руки — ухудшает точность прицеливания. Даже одно попадание в незащищённую голову или центр масс может убить персонажа на месте. В игре можно найти множество касок и бронежилетов с разными степенями защиты против пуль и дроби разных калибров — игрок должен тщательно подбирать снаряжение для очередного рейда. Похожим образом игра содержит разнообразную кастомизацию оружия — можно заменять практически любую часть любого оружия, вплоть до спускового крючка. Подобно ролевым играм, персонаж постепенно «прокачивается», получая новые уровни и улучшая навыки — например, бег, скрытное перемещение или владение каждым видом оружия.

## Мир и сюжет
События игры разворачиваются во вселенной «Россия 2028» (англ. Russia 2028), созданной в 2009 году и ранее использованной в игре Contract Wars. Место действия — вымышленный российский город Тарков в Норвинской области, Северо-Западном федеральном округе, в прошлом зоне экономического сотрудничества России и Европейского союза. На момент игры город и его окрестности изолированы от внешнего мира миротворческими силами ООН и ВС России после политического кризиса, вызванного незаконной деятельностью транснациональной корпорации TerraGroup.
В городе идёт вооружённый конфликт между двумя частными военными компаниями: USEC защищает интересы корпорации, BEAR — формально нанятая властями Норвинской области, по слухам, созданная Правительством России. Игрок берёт роль бывшего наёмника, которому предстоит найти выход из осаждённого Таркова, чтобы выжить.
Тарков — вымышленный город на северо-западе европейской части России, муниципальное образование в составе Норвинской области. В основу названия города положен гидроним Тарка по названию реки (длина 38 км, впадает в Финский залив), устье которой располагается на востоке города. Город находится на правом берегу Финского залива, относящегося к Балтийскому морю, на юге Карельского перешейка. Население Таркова — 949,3 тысячи человек (2008). В середине 60-х годов на месте будущего города были построены крупные приборостроительные и радиоэлектронные предприятия оборонного профиля, которые и послужили основой для развития ЗАТО. Город стал важным научным и производственным центром. Статус ЗАТО снят в 1994 г. В городе несколько промышленных предприятий: Тарковский инструментальный завод, Хлебозавод, Швейная фабрика «Салют», ОАО «Информационные спутниковые системы», Химический комбинат № 16, «Гранит-М».
Сюжетная часть будет разделена на сценарии и доступна в качестве отдельного многопользовательского режима. Для погружения игрока в сюжет в рамках текущей экономической системы в игре существует система квестов, которые выдают Торговцы.

## Разработка
Разработчики полгода осваивали движок CryEngine и создали собственный демонстрационный уровень. Затем начался поиск инвесторов, но новой компании не удалось привлечь инвестиции, и проект был «заморожен».
В 2009 году разработчики продолжили прорабатывать вселенную «Россия 2028», в 2010 году занялись разработкой проекта Contract Wars на новом движке Unity. Затем была основана компания Battlestate Games. В 2011 году состоялся релиз игры Contract Wars, разработанной 8-ю сотрудниками. Часть сотрудников осталась в компании AbsolutSoft для доработки проекта Contract Wars и разработки его десктопной версии под названием Hired Ops. Разработка «Побега из Таркова» началась в марте 2014 года.
5 ноября 2015 года вышел трейлер анонса игры.. 24 ноября 2015 года — разработчики представили экшен-трейлер геймплея. 5 августа 2016 года стартовало закрытое альфа-тестирование игры. 16 декабря 2016 года анонсирован переход к «расширенной альфе». 30 мая 2017 года анонсирован переход к закрытой бете. 27 июля 2017 года — стартовала закрытая бета. 29 декабря 2017 года — выход книги «Хищник» Александра Конторовича по мотивам игры «Escape from Tarkov». Она рассказывает историю простого системного администратора, который бросил вызов новому миру и стал его частью. Это первая книга в серии. 13 июня 2020 года — на онлайн-конференции PC Gaming Show 2020 было объявлено о планах выпуска игры на консолях текущего поколения, и так же был показан третий трейлер карты «Улицы Таркова».
В 2025 году глава студии Battlestate Games Никита Буянов сообщил, что релизная версия Escape from Tarkov планируется к выходу до конца 2025 года. Точная дата релиза не была объявлена, однако, по словам Буянова, внутренняя дата уже определена, и команда готовится к публичному анонсу.

### Блокировка игроков за датамайнинг
23 июня 2023 года студия Battlestate Games опубликовала обновлённую политику в отношении датамайнеров, согласно которой информация, добытая изучением файлов игры, приравнивается к утечкам и нарушает лицензионное соглашение игры. Разработчики объявили, что начнут блокировать игроков, занимающихся датамайнингом или распространяющих добытую с его помощью информацию.

## КиносериалRaid
29 марта 2019 года Battlestate Games сообщила о премьере 1 эпизода киносериала Raid по мотивам игры на своём YouTube-канале. В экранизации режиссёра Антона Розенберга зрителям открывается мир игры и вооружённый конфликт, который произошёл в Норвинской области, особой экономической зоне на границе России с Евросоюзом. Главными действующими силами являются две частные военные противоборствующие компании — USEC и BEAR, ведущие ожесточённые схватки, в том числе и с оставшимися в городе группировками — Дикими. Главный герой находится в оккупированном городе Тарков, выходы из которого перекрыты миротворцами ООН и российскими войсками.
Анонсом первой серии стала 48-часовая интерактивная трансляция на Twitch-канале студии, которая собрала тысячи зрителей и игроков, породила массу загадок и мемов. В прямом эфире демонстрировалось изображение с камеры наблюдения на одном из центральных блокпостов в предпортовой зоне Таркова, который контролирует известный торговец из вселенной игры — Миротворец по имени Тадеуш Пилсудский. По национальности поляк, Тадеуш — снабженец из контингента ООН, за жизнью и бытом которого наблюдали зрители из разных стран.

## Отзывы критиков
Игровые журналисты с интересом отнеслись к анонсу игры и дневникам разработки. В частности, было отмечено сходство «Побега из Таркова» с серией S.T.A.L.K.E.R. и игрой на выживание DayZ, унаследовавшей тактический геймплей от одноимённой модификации тактического шутера Arma 2 и Arma 3.
В марте 2022 года на ежегодной премии LUDI Awards, организованной российскими сайтами «Канобу» и «Игромания», игра заняла 1 место в категории «Лучшая игра-сервис».

## Влияние
Журналист Иэн Будро в 2020 году описывал Escape from Tarkov вместе с Hunt: Showdown как видных представителей нового, лишь зарождающегося жанра — «игр про зону» (англ. zone games), посвящённых вылазкам в некую особо опасную зону, где игрок противостоит как людям-соперникам, так и управляемым компьютером врагам, должен добраться до выхода, чтобы спастись, и может в случае гибели персонажа потерять ценные предметы; позже подобные игры, подражающие Escape from Tarkov, называли «шутерами с эвакуацией» (англ. extraction shooter). Как «игры в духе Escape from Tarkov» описывали Zero Sievert и The Cycle: Frontier; похожим образом фэнтезийную игру Dark and Darker охарактеризовывали как «Escape from Tarkov в эстетике Skyrim». В 2022 году в игре Call of Duty: Warzone 2.0 — многопользовательской составляющей Call of Duty: Modern Warfare II — появился режим DMZ, который описывали как подражание Escape from Tarkov. Руководитель FromSoftware Хидэтака Миядзаки указывал на Escape from Tarkov как один из источников вдохновения для многопользовательской составляющей игры Elden Ring.